# GFAJ-1
GFAJ-1 — паличкоподібна бактерія екстремофіл, що належить до сімейства Halomonadaceae. Як стверджувалося в одній публікації 2010 року, GFAJ-1 за відсутності фосфору здатна замінити його арсеном (миш'яком) в молекулах своїх протеїнів, ліпідів та метаболітів, таких як ATP, а також в молекулах своїх ДНК та РНК.
Її відкриття суттєво збільшило увагу до давно відомої ідеї, що  позаземне життя могло б мати зовсім іншу хімічну будову, коли порівнювати його з більшістю відомих життєвих форм на Землі. Одразу ж після цієї публікації інші мікробіологи та біохіміки висловили сумнів у справедлиовості цього твердження. Незалежні дослідження, опубліковані 2012 року не виявили Арсену в ДНК GFAJ-1, спростували це твердження й показали, що GFAJ-1 є просто стійким до Арсену фосфорозалежним організмом.

## Відкриття

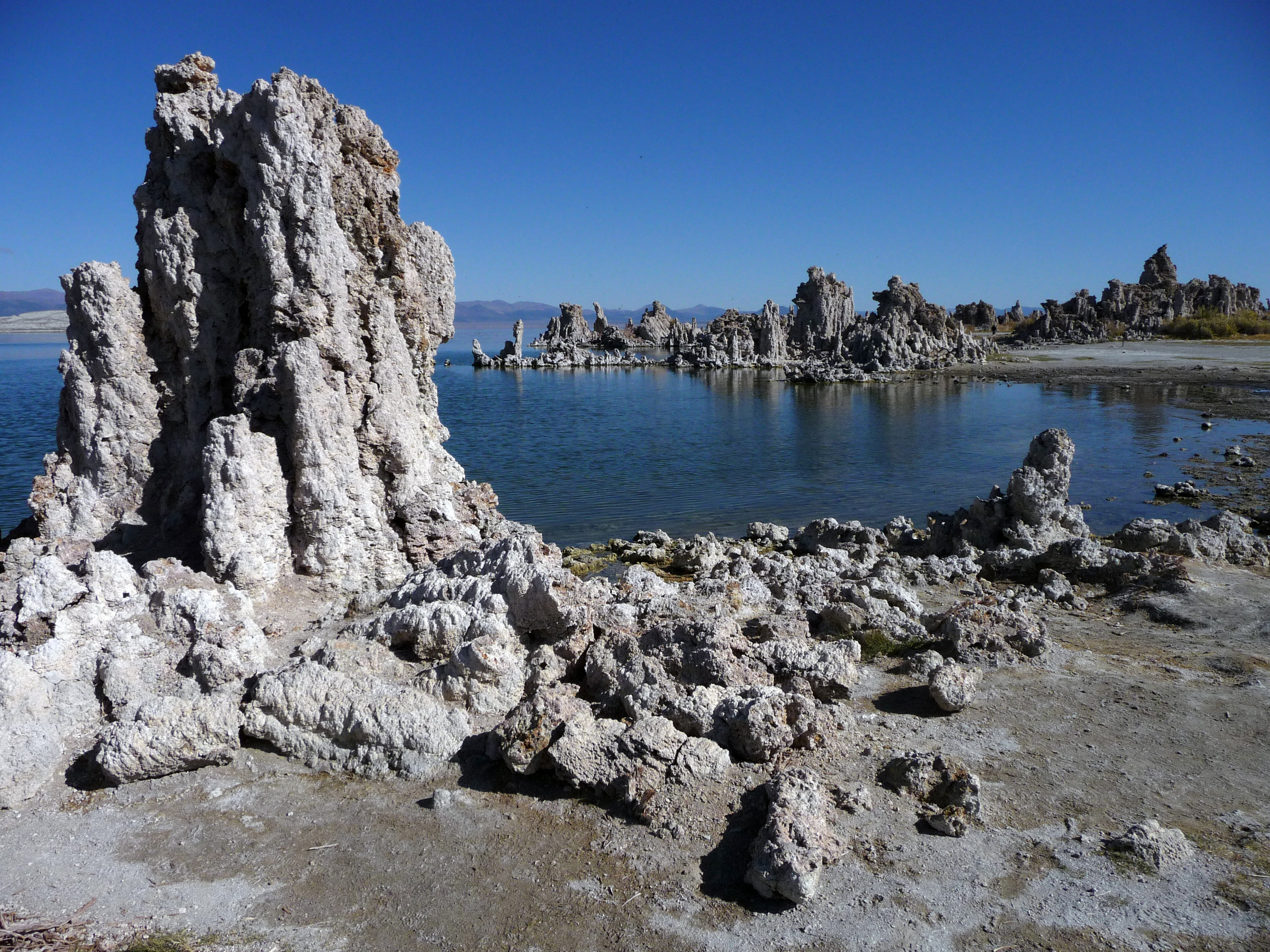
Вапнякові утворення вздовж узбережжя озера Моно, що розташоване в штаті Каліфорнія

GFAJ-1 бактерії були відкриті й культивовані геобіологом Фелісою Вольф-Саймон (англ. Felisa Wolfe-Simon), яка працює астробіологом в НАСА в інституті Геологічної служби США, що розташований в Менло-Парк, Каліфорнія. 
Ці бактерії було ізольовано й розпочато їх культивацію у 2009 р. з  осадкових порід, які вона та її колеги зібрали на узбережжі озера Моно в штаті Каліфорнія, США. Вода цього озера є досить насиченою солями різних хімічних елементів та лугами. Воно також має найвищу у світі природну концентрацію арсену (200 μM).  Зазначене відкриття набуло широкого розголосу 2 грудня 2010. На дереві життя, згідно з результатами аналізу послідовності 16S рРНК, паличкоподібна GFAJ-1 розташована серед інших бактерій, що «полюбляють» середовища з високою концентрацією солей, в межах роду Halomonas сімейства Halomonadaceae. Цей рід бактерій відомий тим, що вони «полюбляють» середовище з високим вмістом арсену та мають схильність вбирати (поглинати) його своїми клітинами.

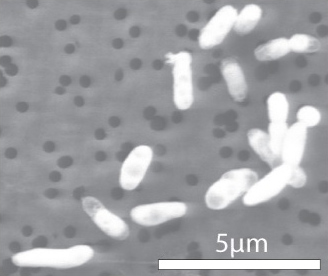
Збільшені клітини бактерії GFAJ-1, що ростуть в середовищі з фосфором. (J. Switzer Blum)

## Спростування
У січні 2012 року колектив дослідників на чолі з Розі Редфілд з Університету Британської Колумбії проаналізува ДНК  GFAJ-1, використовуючи метод мас-спектроскопії на основі рідинної хроматографії і не виявив Арсену. Редфілд назвала це "переконливим спростуванням" 
твердження оригінальної роботи. 
Просте пояснення росту  GFAJ-1 у середовищі арсенідів замість фостатів  дав колектив дослідників із Університету Маямі в Флориді. Помітивши рибосоми лабораторних штамів  Escherichia coli радіоактивними ізотопами, вони виявили, що в середовищах без фосфатів арсеніди призводять до масової деградації рибосом, і цей процес постачає достатню кількість фосфатів для повільного росту стійких до арсенідів бактерій. Вони висловили припущення, що аналогчний процес відбувається в GFAJ-1 — клітини розстуть, отримуючи Фосфор із розпаду рибосом, а не замінюють його Арсеном.

## Див.також
- Життя на основі арсену
- Розширений генетичний код[en]
- Екстремофіли
- Арсенат-відновлюючі бактерії[en]
- Отруєння арсеном[en]
- Аналоги нуклеїнових кислот[en]
- Хімія арсен-органічних сполук[en]